# Simon Baker
Simon Lucas Baker (Launceston, 30 de julho de 1969) é um ator, diretor e produtor australiano. Mais conhecido por seu papel como Patrick Jane, o personagem principal em O Mentalista.
Além do seu grande sucesso nas sete temporadas da atração, ganhou destaque também por atuar na série The Guardian e nos filmes The Ring Two, Land of the Dead, O Diabo Veste Prada e Margin Call.
Em 14 de fevereiro de 2013, Baker foi homenageado com uma estrela na Calçada da Fama, por suas contribuições à indústria do entretenimento.
Ele é o garoto propaganda do mundialmente bem-sucedido  Gentleman Only da Givenchy, que inclui as fragrâncias Gentlemen Only Intense e Gentlemen Only Casual. Segundo a empresa, Simon Baker personifica o cavalheiro moderno, com um caráter individualista natural e um senso de estilo e esforço (o ideal masculino do século XXI).

## Biografia

### Vida pessoal
Simon Baker é filho de Elizabeth Labberton e Barry Baker, uma professora de inglês e um jardineiro/mecânico. Seus pais se divorciaram quando ele ainda era jovem, então sua mãe casou com Tom Denny, um açougueiro. Simon tem uma irmã que atualmente é médica na Austrália, além de três meio-irmãos mais jovens. Em 1972 sua família se mudou de Launceston para Ballina, Nova Gales do Sul. Ele começou a ser conhecido pelo sobrenome do seu padrasto (Simon Denny ou Simon Baker-Denny). Estudou na St. Francis Xavier Catholic Primary School, graduando-se em 1986. Também foi um atleta no surf e pólo aquático, vencendo disputas a nível estadual.
Em 1992 ele apareceu em dois videoclipes, Read My Lips (Melissa Tkautz) e Love You Right (Euphoria).
Baker conheceu a atriz australiana Rebecca Rigg em 1991, eles se casaram em 1998 e têm três filhos: Stella Breeze (1993), Claude (1998) e Harry (2001). Em uma entrevista para David Letterman no Late Show do dia 24 de novembro de 2008, Baker fez menção ao fato de suas colegas australianas Nicole Kidman e Naomi Watts serem madrinhas de dois de seus filhos (Naomi de Stella e Nicole de Harry). As duas atrizes são há muitos anos amigas próximas de Rebecca.
Em 06 de junho de 2010, ele jogou uma partida beneficente de futebol na equipe 'Rest Of The World' para o ITV Soccer Aid 2010.
Simon e sua família moravam em Malibu há muito tempo, antes de se mudarem temporariamente para Sydney. Atualmente estão vivendo em Los Angeles. Simon nunca teve problemas de liberações, ele diz que não é escandaloso e assim os paparazzos não se importam com ele.

### Carreira como ator
Simon Baker iniciou sua carreira como ator na televisão australiana em 1989, usando o sobrenome 'Baker-Denny' por quase dez anos. Começou fazendo algumas participações em séries até 1996, sendo elas: E Street, Tales from the Crypt, A Country Practice, G.P., Naked, Naked: Stories of Men, Home and Away e  Heartbreak High. 
Em 2001 protagonizou a série The Guardian, ficando no papel do advogado Nick até 2004, que foi quando o show  saiu do ar após três temporadas.
Começou a atuar em filmes no ano de 1997 e sua participação em L.A. Confidential lhe abriu portas, mesmo fazendo um papel menor o filme o levou a participar de mais papéis secundários. Em 1998 teve destaque em Love from Ground Zero, um filme independente do diretor Stephen Grynberg. Nos anos seguintes também teve bons papéis nos filmes Cavalgada com o Diabo (1999), Secret Men's Business (1999), Sunset Strip (2000), Planeta Vermelho (2000), The Affair of the Necklace (2001), Book of Love (2004), The Ring Two (2005), Land of the Dead (2005), Something New (2006) e  O Diabo Veste Prada (2006).
De 2006 a 2007 atuou no suposto elenco principal da série Smith, que teve vida curta no canal americano CBS. A série foi cancelada após a exibição de apenas 03 episódios dos 07 produzidos, sendo então a 1ª da temporada a ter produção encerrada.
Em 2008 conquistou o seu papel de maior sucesso, que é o de Patrick Jane na série O Mentalista da CBS. O bem-sucedido consultor Patrick Jane tem um talento especial: observar tudo em seus detalhes. Com seu enorme poder de dedução e observação, ele auxilia a Agência de Investigação da Califórnia (AIC) a resolver os casos mais intrigantes.
Enquanto fazia sucesso com seu papel em O Mentalista, também trabalhava em filmes, estrelou o filme Not Forgotten (2009) e co-estrelou os filmes Women in Trouble (2009), The Killer Inside Me (2010), Margin Call (2011) e I Give It a Year (2013).
Em 2014 foi anunciado o fim de O Mentalista, com sua sétima temporada finalizada e exibida em 2015.

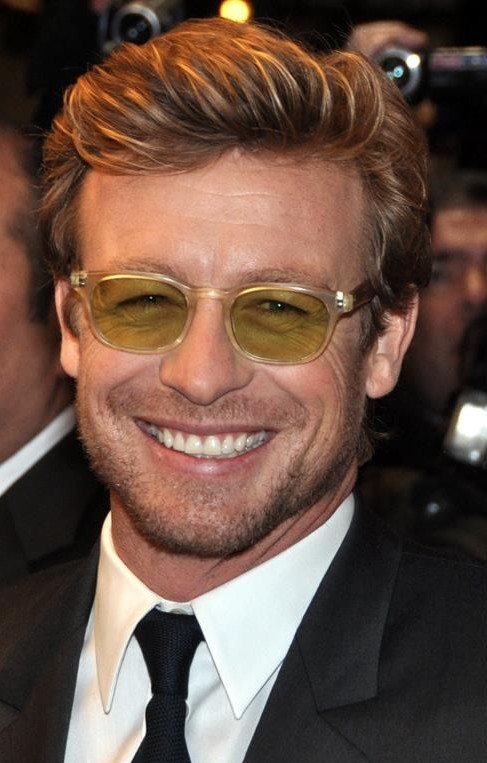
Simon Baker no ano de 2013, promovendo o filme I Give It a Year em Paris.

### Carreira como diretor e produtor
Simon Baker fez sua estreia como diretor no episódio "My Aim Is True" da segunda temporada de The Guardian. Nos muitos anos atuando em O Mentalista, teve a oportunidade de dirigir pelo menos um episódio por temporada, a partir da terceira em diante. Os episódios que ele dirigiu são: "Red Moon" (Temporada 03), "Blinking Red Light" (Temporada 04), "Red Sails at Sunset" (Temporada 05), "My Blue Heaven" (Temporada 06) e "The Silver Briefcase" (Temporada 07). Ele também foi produtor em 48 episódios da série, começando no ano de 2012.
Baker produziu, dirigir e atuou o filme baseado no romance Breath de Tim Winton em 2017.

### Honrarias
Em junho de 2012, foi convidado a integrar a Academia de Artes e Ciências Cinematográficas junto com 175 outros indivíduos.
Em 14 de fevereiro de 2013, Baker foi homenageado com uma estrela na Calçada da Fama, por suas contribuições à indústria do entretenimento. Sua estrela pode ser achada em Hollywood Blvd 6352.

### Campanhas publicitárias
Em julho de 2010, Simon Baker estrelou um anúncio de televisão para a Samsung Electronics Austrália, criado por Leo Burnett Sydney e intitulado Turn on Tomorrow, a campanha reúne o ator apresentando todos os produtos da Samsung em um spot de 60 segundos.
Simon Baker é um embaixador da Longines Elegance desde 2012. O ator australiano personifica os valores fundamentais da Longines e perfeitamente sublinha o slogan "Elegância é uma atitude". No mesmo ano se tornou também a estrela de uma campanha publicitária com duração de 18 meses para ANZ Bank, na Austrália e na Nova Zelândia.
Em 2013 foi contratado pela casa de perfumes franceses Givenchy, o ator emprestou seu charme para a divulgação da fragrância Gentlemen Only. O perfume é uma homenagem moderna a uma fragrância clássica da casa, o Givenchy Gentlemen de 1974. No YouTube ele atingiu um público forte com um spot de 33 segundos, o canal da Givenchy liberou o vídeo em 11 de março de 2013.
Em 2014 Baker continuou mostrando como um cavalheiro deve se comportar, a Givenchy lançou uma nova versão da fragrância Gentleman Only, nomeada como Gentlemen Only Intense.
Em 2015 a Givenchy lançou mais uma continuação da linha Gentleman Only, com Simon a todo vapor na publicidade da fragância Gentlemen Only Casual.

## Filmografia

### Televisão
| Ano       | Título                | Papel                      | Notas                                     |
| --------- | --------------------- | -------------------------- | ----------------------------------------- |
| 2008-2015 | O Mentalista          | Patrick Jane               | Personagem principal / diretor e produtor |
| 2006-2007 | Smith                 | Jeff Breen                 | 07 episódios                              |
| 2001-2004 | The Guardian          | Nicholas "Nick" Fallin     | Personagem principal                      |
| 1996      | Heartbreak High       | Tom Summers                | 08 episódios                              |
| 1996      | Sweat                 | Paul Steadman              | Episódio: #1.3                            |
| 1996      | Naked: Stories of Men | Gabriel                    | Episódio: Blind-Side Breakaway            |
| 1995      | Naked                 | ...                        |                                           |
| 1993-1994 | Home and Away         | James Healy / James Hudson | 06 episódios                              |
| 1993      | G.P.                  | Ben Miller                 | Episódio: A Family Affair                 |
| 1993      | A Country Practice    | Stewart Waterman           | 02 episódios                              |
| 1989      | Tales from the Crypt  | Convidado da festa         | Episódio: Only Sin Deep                   |
| 1989      | E Street              | Sam Farrell (1992-93)      |                                           |

### Cinema
| Ano  | Título                     | Papel              | Notas          |
| ---- | -------------------------- | ------------------ | -------------- |
| 2013 | I Give It a Year           | Cara               |                |
| 2011 | Margin Call                | Jared Cohen        |                |
| 2010 | The Killer Inside Me       | Howard Hendricks   |                |
| 2009 | Women in Trouble           | Travis McPherson   |                |
| 2009 | Not Forgotten              | Jack Bishop        |                |
| 2009 | The Lodger                 | Malcolm            |                |
| 2007 | The Key to Reserva         | Roger Thornberry   | Curta-metragem |
| 2007 | Sex and Death 101          | Roderick Blank     |                |
| 2006 | O Diabo Veste Prada        | Christian Thompson |                |
| 2006 | Something New              | Brian Kelly        |                |
| 2005 | Land of the Dead           | Riley Denbo        |                |
| 2005 | The Ring Two               | Max Rourke         |                |
| 2004 | Book of Love               | David Walker       |                |
| 2001 | The Affair of the Necklace | Rétaux de Vilette  |                |
| 2000 | Planeta Vermelho           | Chip Pettengill    |                |
| 2000 | Sunset Strip               | Michael Scott      |                |
| 1999 | Secret Men's Business      | Andy Greville      | Telefilme      |
| 1999 | Cavalgada com o Diabo      | George Clyde       |                |
| 1998 | Love from Ground Zero      | Eric               |                |
| 1998 | Judas Kiss                 | Junior Armstrong   |                |
| 1998 | Restaurant                 | Kenny              |                |
| 1997 | Most Wanted                | Stephen Barnes     |                |
| 1997 | L.A. Confidential          | Matt Reynolds      |                |
| 1996 | The Last Best Place        | ...                | Telefilme      |
| 1994 | Which Way to the War       | Private Stan Hawke |                |
| 1987 | Midnight Magic             | ...                | Telefilme      |

## Prêmios e indicações
| Ano  | Prêmio                           | Categoria                                                        | Trabalho indicado     | Resultado |
| ---- | -------------------------------- | ---------------------------------------------------------------- | --------------------- | --------- |
| 2015 | People's Choice Awards           | Drama / Crime - Favorito (Temporada 06 / Com o elenco)           | O Mentalista          | Indicado  |
| 2015 | People's Choice Awards           | Drama / Crime - Ator Favorito                                    | O Mentalista          | Indicado  |
| 2014 | People's Choice Awards           | Drama / Crime - Favorito (Temporada 05 / Com o elenco)           | O Mentalista          | Indicado  |
| 2011 | Gotham Awards                    | Melhor Desempenho em Conjunto                                    | Margin Call           | Indicado  |
| 2011 | Phoenix Film Critics Society     | Melhor Elenco (ou Melhor Conjunto Atuando)                       | Margin Call           | Indicado  |
| 2010 | Screen Actors Guild Awards       | Desempenho em Série de Drama (Temporada 02)                      | O Mentalista          | Indicado  |
| 2009 | People's Choice Awards           | Melhor Nova Série (Temporada 01 / Com o elenco)                  | O Mentalista          | Venceu    |
| 2009 | Emmy Awards                      | Ator em Série de Drama (Temporada 1)                             | O Mentalista          | Indicado  |
| 2009 | Golden Globe Awards              | Melhor Desempenho de um Ator em Série de Drama (Temporada 02)    | O Mentalista          | Indicado  |
| 2005 | Prism Awards                     | Melhor Desempenho em Série de Drama                              | The Guardian          | Indicado  |
| 2004 | Logie Awards                     | Estrela Mais Popular no Exterior                                 | E Street              | Indicado  |
| 2002 | Family Television Awards         | Melhor Ator                                                      | The Guardian          | Venceu    |
| 2002 | Golden Globe Awards              | Melhor Desempenho de um Ator em Série de Drama                   | The Guardian          | Indicado  |
| 2000 | Australian Film Institute Awards | Melhor Desempenho em um Papel Principal - Minissérie / Telefilme | Secret Men's Business | Indicado  |
| 1993 | Logie Awards                     | Mais Popular Novo Talento                                        | E Street              | Venceu    |